# 전쟁기념관 (멜버른)

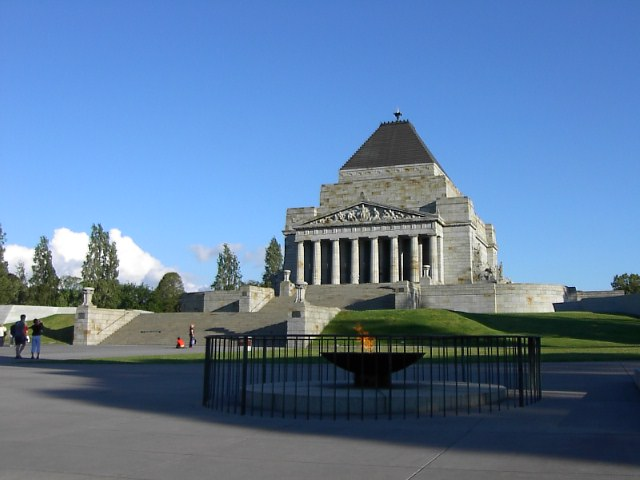
전쟁기념관

전쟁기념관(영어: Shrine of Remembrance)는 오스트레일리아 멜버른에 위치한 박물관이다.

## 같이 보기
- (영어) 공식 웹사이트